# Michael Lark
Michael Lark es un dibujante de comics estadounidense.
Lark ha proporcionado sus lápices a DC Comics en Batman, Terminal City, Gotham Central and Legend of the Hawkman. Su trabajo para Marvel Comics incluye The Pulse y Capitán América. Desde febrero de 2006, Lark es el dibujante regular de Daredevil.

### Marvel Comics
- Capitán América vol. 5, #4-5
- Daredevil vol. 2, #82-
- Marvel Spotlight: Joss Whedon y Michael Lark
- The Pulse #8-10

### DC Comics

#### Interiores
- All Star Comics (miniserie) #1-2
- Batman: Nine Lives
- Los Libros de la Magia #68
- Gotham Central #1-10, 12-15, 19-25
- Los Invisibles vol. 2, #6
- JSA All Stars #7
- Legend of the Hawkman #1-3
- Sandman Mystery Theatre #57-60
- Shade, El hombre cambiante #58
- Scene of the Crime #1-4
- Superman: War of the Worlds #1
- Terminal City #1-9
- Terminal City: Aerial Graffiti #1-5
- Vertigo: Winter's Edge #2-3

#### Sólo portadas
- All Star Comics 80 Page Giant #1
- Golden Age Secret Files & Origins #1
- Gotham Central #11, 16-18, 26-30

### Adhesive Comics
- JAB #6

### Caliber Press
- Airwaves #1-5
- Caliber Presents #19-22
- Caliber Summer Special #1
- Taken Under: Compendium #1

### Ibooks
- The Best of Ray Bradbury: The Graphic Novel

### Mojo Press
- Occurrences: The Illustrated Ambrose Bierce
- Weird Business

### Topps
- Ray Bradbury's Comics Special Edition #1